# Montefusco
|  | Per a altres significats, vegeu «Montefusco (desambiguació)». |

Montefusco és una comuna italiana de la província d'Avellino, a la regió de Campània. Està situada dalt d'un turó, amb la vall del riu Sabato als seus peus.
Segons cens de 2021 te una població de 1.187 habitants en una superfície de 8.240 km².

## Galeria fotogràfica

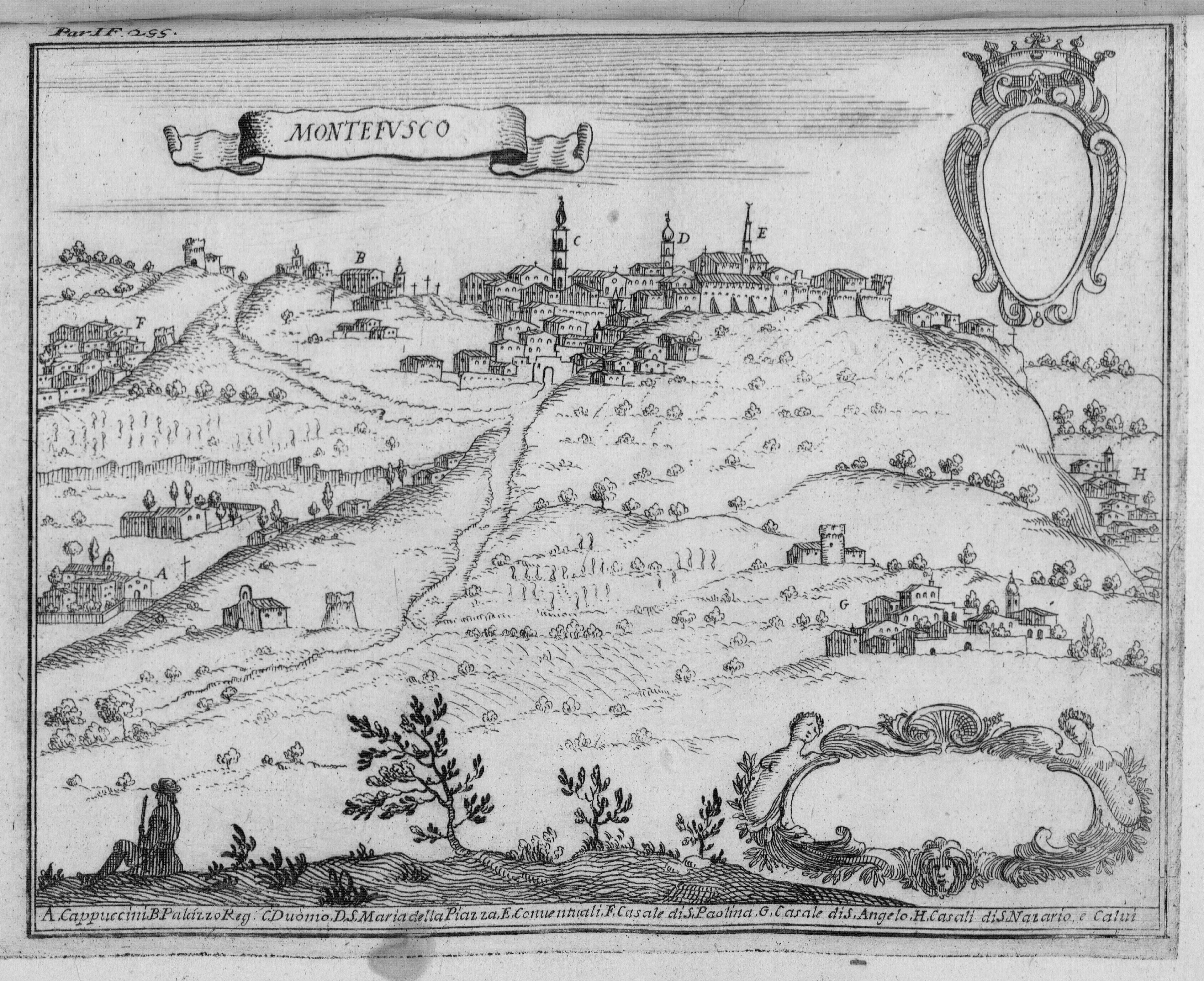
Montefusco (1641-1702)
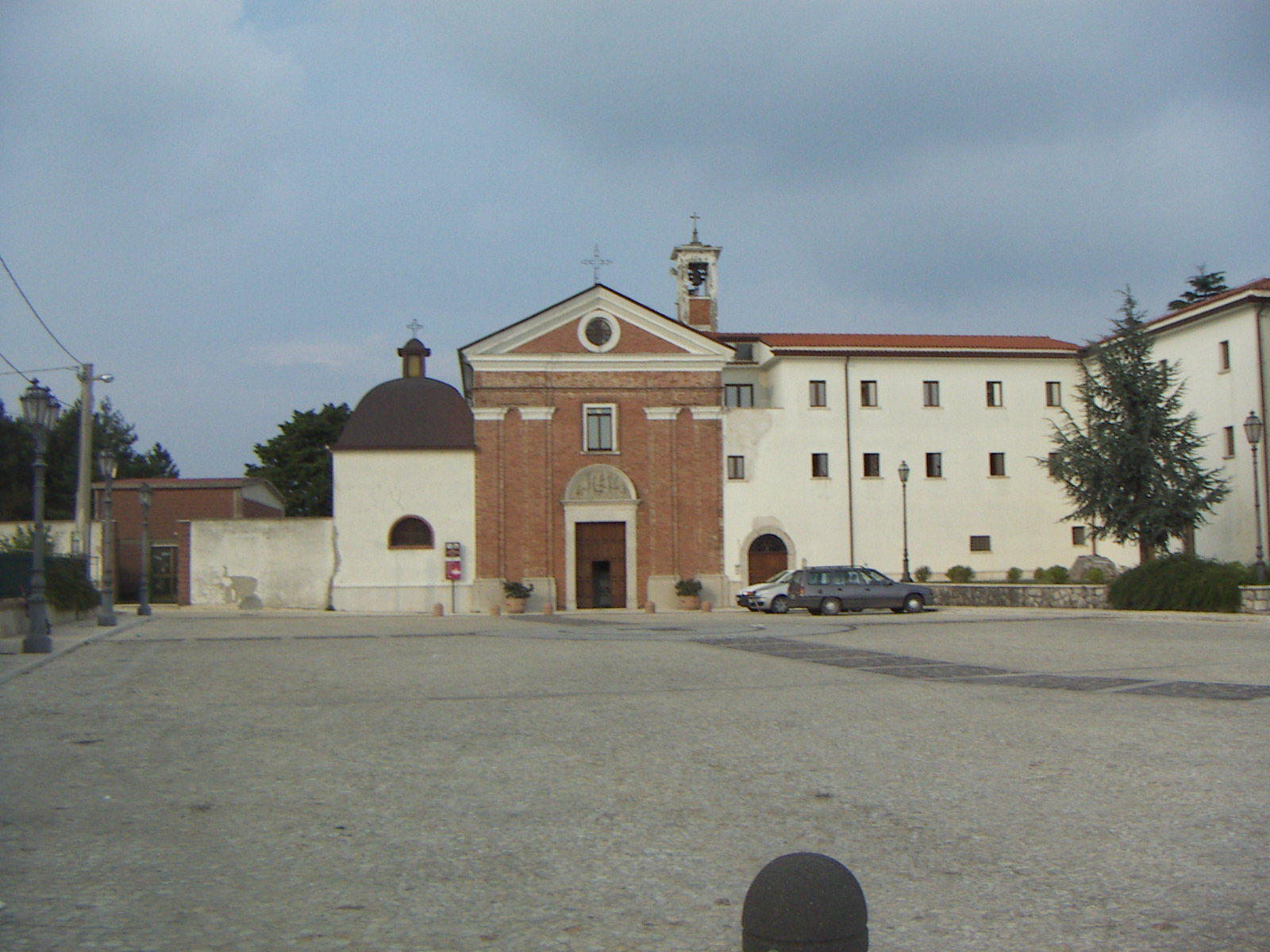
El convent de Sant'Egidio (1625)
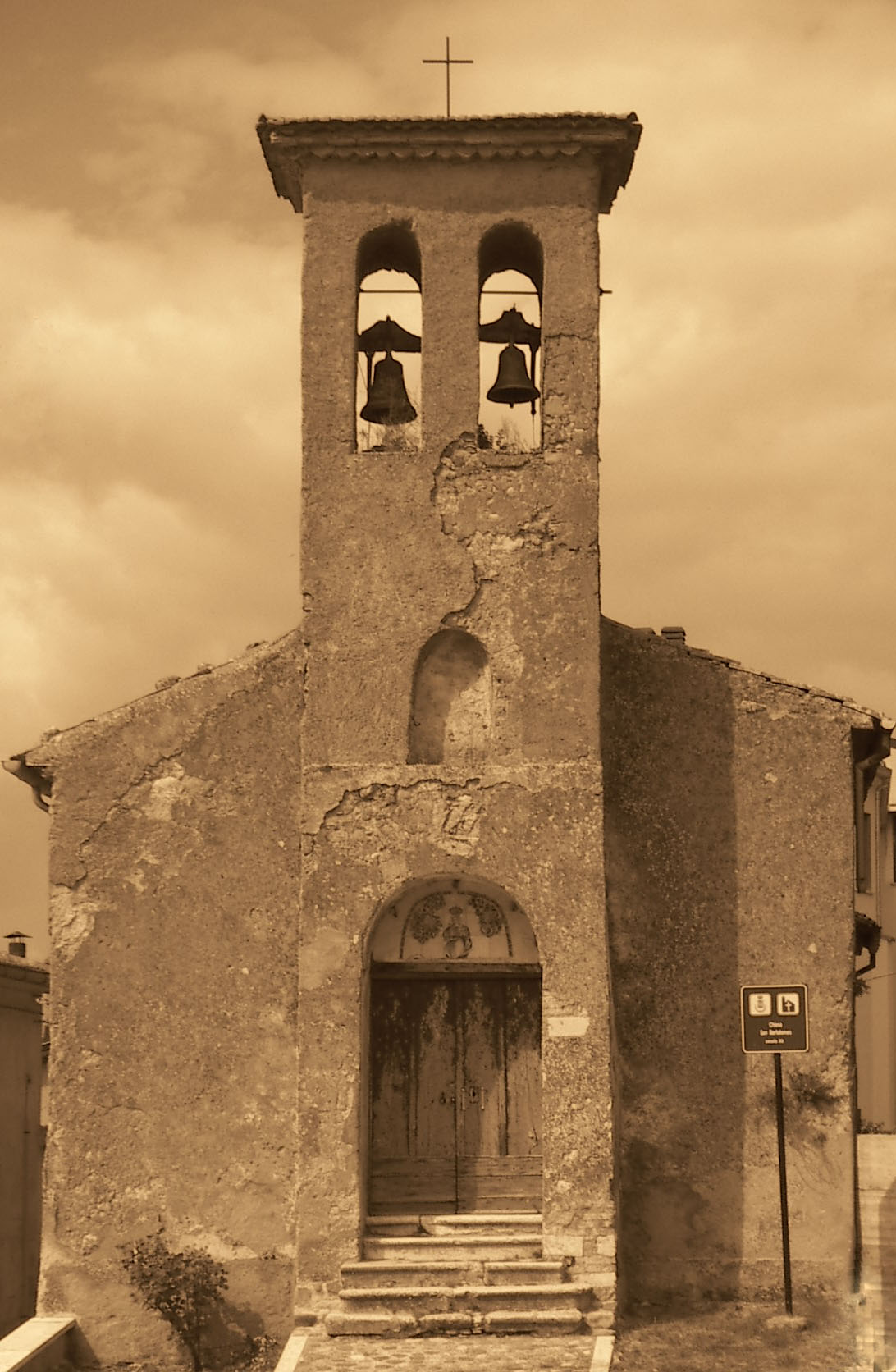
L'església de San Bartolomeo (s. XI)